# Václav Palivec
Václav Palivec (11. srpna 1882 ve Zbirohu – 14. prosince 1964 v Praze) byl český mecenáš, přítel Karla Čapka a švagr Heleny Čapkové.

## Život

### Mládí a hospodářský růst
Václav Palivec se narodil vrchnímu kočímu u Colloredo-Mansfeldů Josefu Palivcovi a manželce Marii, rozené Muchové (vzdálené příbuzné Alfonse Muchy). Podle matričního záznamu žila rodina "v konírnách pod zámkem". Václav byl nejstarší z devíti sourozenců (dvě sestry mu zemřely na spálu v roce 1885). Nejznámější ze sourozenců Palivcových byl básník Josef Palivec.
Václav Palivec vystudoval obchodní školu v Praze. Zaměstnání získal u Colloredo-Mansfelda na Dobříši, který mu svěřil správu pily v Kařízku. Během následujících let řídil většinu knížecích pil, rybníků a pivovarů. Za I. světové války byl vrchní správce průmyslových závodů knížete Colloredo-Mansfelda v Dobříši, které přivedl k velkému rozkvětu, a byl označován za vynikajícího znalce pivovarnictví a dřevařského oboru. Ještě mu nebylo celých třicet let a stal se generálním ředitelem Středočeské dřevařské společnosti v Praze.
Po první světové válce se stal generálním ředitelem Dobříšských železáren se sídlem ve Staré Huti. V roce 1920 se stal členem správní rady Středočeské banky v Příbrami. Za velké kalamity ve 20. letech, kdy lesy byly napadeny mniškou, podařilo se mu výhodně prodat dřevo do Francie a získat tím značné finanční prostředky. Jeho majetek rychle rostl - např. v roce 1924 zakoupil dům v Praze III. za 500 000 Kč a v roce 1931 prodal tentýž dům a 1 080 000 Kč.

### Zámek Osov
V roce 1930 koupil od Schwarzenbergů osovské panství. Jednalo se o zámek Osov, cukrovar, lesní revíry a řadu dalších nemovitostí. Jak dokládají dobové fotografie, navštěvovali zámek ve třicátých letech významní intelektuálové a přední herci, jako Karel Čapek, Olga Scheinpflugová, Ferdinand Peroutka, Eduard Bass, sochař Karel Dvořák s chotí Leopoldou Dostálovou, Hugo Haas či Adina Mandlová nebo Jiřina Štěpničková.
Na osovském zámku a v parku vznikly některé scény filmu Uličnice (1936, režisér Vladimír Slavínský, hlavní role Věra Ferbasová)
Václav Palivec nebyl pouze mecenáš oblíbených intelektuálů, ale část svého bohatství věnoval i na charitu. V osovské kronice se uvádí, že v roce věnoval na chudé obci Osovu 6.000 K. Financoval též opravy místního kostela.

### Rodinný život
Václav Palivec se neoženil a byl bezdětný. V Osově s ním žily dvě neteře, dcery sestry Emy.

### "Čapkova" Strž

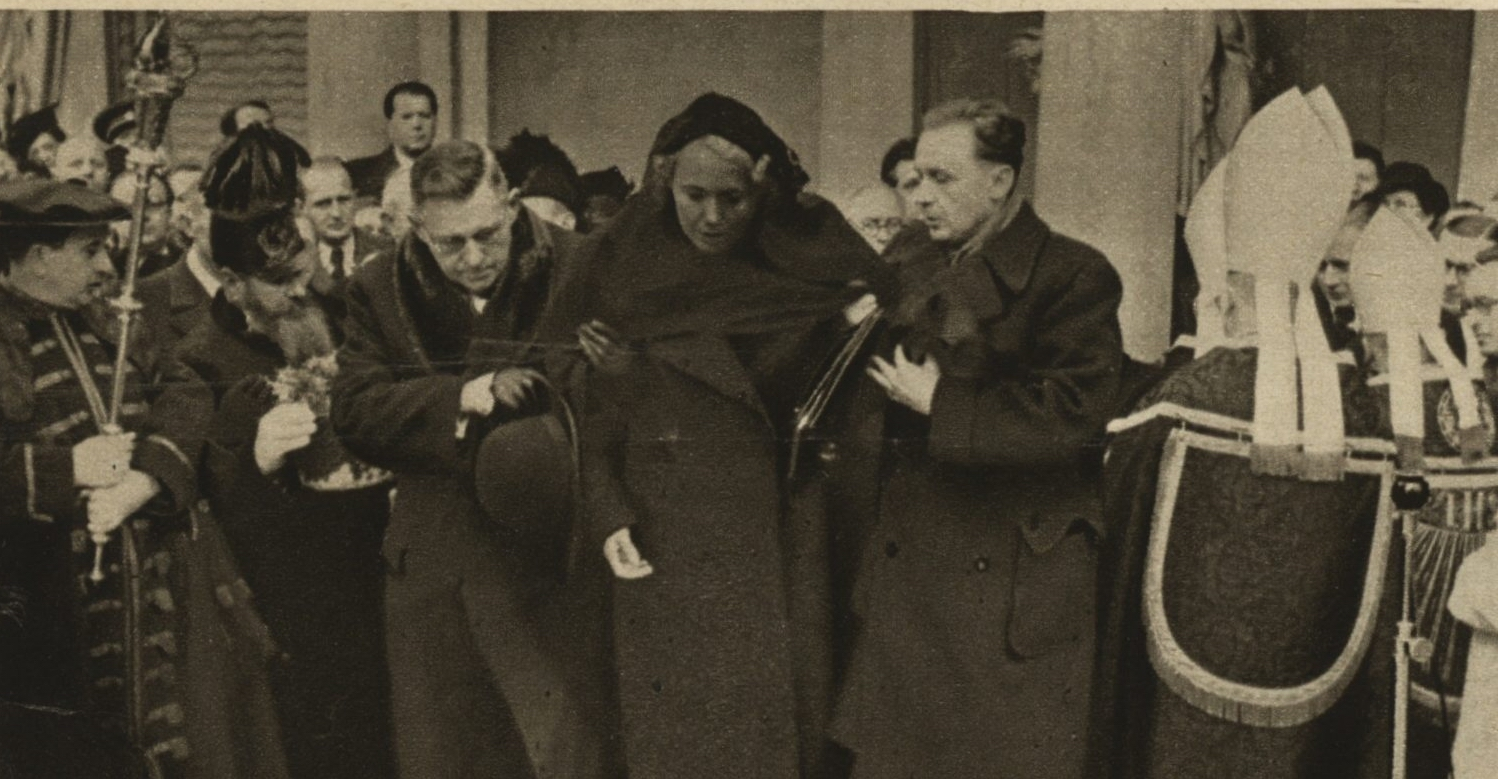
Václav Palivec (vlevo), Olga Scheinpflugová a JUDr. Karel Scheinpflug na pohřbu Karla Čapka (1938)

Při příležitosti sňatku Karla Čapka a Olgy Scheinpflugové (26.8.1935) jim Václav Palivec věnoval k doživotnímu užívání dům ve Staré Huti u Dobříše - Strž (dnešní Památník Karla Čapka). Přátelství s rodinami Čapků a Scheinpflugů dokazuje to, že vedl Olgu Scheinpflugovou, spolu s jejím bratrem JUDr. Karlem Scheinpflugem, při pohřbu Karla Čapka.

### Okupace a závěr života
Za Protektorátu byl Václav Palivec zbaven zámku i velkostatku v Osově. V zámku mu byl přidělen byt, ve kterém mohl i nadále bydlet. V roce 1941 se stal čestným občanem Zbiroha, v roce 1942 mu tentýž titul udělila obec Osov.
Po roce 1948 neemigroval, i když k tomu měl možnost; byl přestěhován do budovy bez elektřiny. Dojížděla k němu a s domácností mu pomáhala sestra Ema Valentová. V roce 1964 odjel do Prahy ke své neteři, dceři sestry Emy, u které krátce na to zemřel.

## Zajímavost
Rudé právo představilo v roce 1953 Václava Palivce jako zlého kapitalistu, který v roce 1926, po půl roce stávky musel ustoupit dělníkům ze Staré Huti; po dalším půlroce ale dal železárny zavřít.
Železárny ve Staré Huti byly skutečně ze dne na den 26.8.1926 uzavřeny. Rudé právo již nezmínilo, že v roce 1930 Václav Palivec zahájil ve Staré Huti výrobu cihel z odpadků hutní strusky a že v té době v obci též zahájila výrobu slévárna barevných kovů firmy Svojitka.